# هاري هورويتز
هاري هورويتز (بالإنجليزية: Harry Hurwitz)‏ هو كاتب سيناريو ورسام ومخرج وممثل أمريكي، ولد في 27 يناير 1938 في نيويورك في الولايات المتحدة، وتوفي في 21 سبتمبر 1995 في لوس أنجلوس في الولايات المتحدة بسبب نوبة قلبية.

## وصلات خارجية
- هاري هورويتز على موقع IMDb (الإنجليزية)
- هاري هورويتز على موقع ألو سيني (الفرنسية)
- هاري هورويتز على موقع ميوزك برينز (الإنجليزية)
- هاري هورويتز على موقع أول موفي (الإنجليزية)
- هاري هورويتز على موقع قاعدة بيانات الأفلام السويدية (السويدية)
- هاري هورويتز على موقع قاعدة بيانات الفيلم (الإنجليزية)
- هاري هورويتز على موقع كينوبويسك (الروسية)